# Cherré-Au
Cherré-Au es una comuna nueva francesa situada en el departamento de Sarthe, de la región de Países del Loira.

## Historia
Fue creada el 1 de enero de 2019, en aplicación de una resolución del prefecto de Sarthe de 13 de septiembre de 2018 con la unión de las comunas de Cherré y Cherreau, pasando a estar el ayuntamiento en la antigua comuna de Cherré.

## Demografía
Según los datos aportados en la resolución del prefecto de Sarthe, la comuna se crea con 2746 habitantes.

## Composición
| Comuna fusionada | Código INSEE | Población (2016) | Superficie (km²) | Densidad (hab./km²) |
| ---------------- | ------------ | ---------------- | ---------------- | ------------------- |
| Cherré           | 72080        | 1743             | 18.73            | 93                  |
| Cherreau         | 72081        | 942              | 11.64            | 81                  |